# 阿尔贝托·伦加维亚
阿尔贝托·伦加维亚（義大利語：Alberto Lungavia，1901年2月24日—？），意大利前男子水球运动员。他曾代表意大利国家队参加1920年夏季奥林匹克运动会水球比赛，获得第十一名。